# Paralimnophila infestiva
Paralimnophila infestiva är en tvåvingeart som först beskrevs av Alexander 1929.  Paralimnophila infestiva ingår i släktet Paralimnophila och familjen småharkrankar. Inga underarter finns listade i Catalogue of Life.